# Оноре, Жан Марсель
Жан Марсель Оноре (фр. Jean Marcel Honoré; 13 августа 1920, Сен-Брис-ен-Когле — 28 февраля 2013, Тур) — французский кардинал. Епископ Эврё с 24 октября 1972 по 13 августа 1981. Архиепископ Тура с 13 августа 1981 по 23 июля 1997. Кардинал-священник с титулом церкви Санта-Мария-делла-Салюте-а-Примавалле с 21 февраля 2001.

## Образование и священство
Родился Жан Марсель Оноре 13 августа 1920 года, в Сен-Брис-ен-Когле, архиепархия Ренна, Франция.
Образование получил в Коллеже Сен-Мало, в Сен-Мало, Высшей духовной семинарии в |Ренне, Католическом институте, в Париже (докторантура в богословии, "Тезис о духовности кардинала Джона Генри Ньюмана", диплом Практической Школы высшего образования).
Рукоположён 29 июня 1943 года. Профессор писем в коллежах Сент-Винсент, в Ренне (1945 год) и Сен-Мало (1946-1947 годы), профессор догматического богословия и катехизации Высшей духовной семинарии в Ренне (1948-1958), генеральный секретарь Национальной комиссии по Религиозному образованию и директор Национального центра религиозного учительства (1958-1964 годы). Придворный прелат Его Святейшества, с 19 ноября 1964 года (титул изменён на Почётный прелат Его Святейшества в 1968 году). Ректор Католического университета на Западе в Анже (1964-1972 годы).

## Епископ и архиепископ
24 октября 1972 года избран епископом Эврё. Рукоположён в епископы 17 декабря 1972 года, в соборе Нотр-Дам в Эврё, рукополагал его кардинал Поль-Жозеф-Мари Гуйон, архиепископ Ренна, которому помогали Андре Пайе, архиепископ Руана, и Анри-Луи-Мари Мазера, епископ Анже. 13 августа 1981 года назначен архиепископом Тура. Член редколлегии Катехизиса Католической Церкви, опубликованного в 1992 году. 23 июля 1997 года покинул пост архиепископа Тура и ушёл на покой.

## Кардинал
Возведён Папой Иоанном Павлом II в сан кардинала-священника на консистории от 21 февраля 2001 года, получил кардинальскую шапку и титулярную церковь Санта-Мария-делла-Салюте-а-Примавалле, в тот же день. Будучи возведённым в Коллегию кардиналов, когда ему было уже 80 лет, он таким образом, не имеет права участвовать в Конклавах. Участвовал в десятой очередной Ассамблеи Синода Епископов, проходившей в Ватикане, с 30 сентября по 27 октября 2001 года.

## Кончина
Кардинал Жан-Марсель Оноре скончался утром 28 февраля 2013 года в больнице Тура, куда он был доставлен двумя днями ранее.